# Anna Soubry
Anna Mary Soubry (Lincoln, Lincolnshire, 7 dicembre 1956) è una politica, avvocato e giornalista inglese, membro del Parlamento inglese per Broxtowe dal 2010 al 2019 e più volte ministro nei governi di David Cameron. Nota per le sue idee contrarie alla Brexit, è stata inizialmente nel Partito Conservatore per poi entrare in Change UK nel 2019. Ha perso il seggio a favore di Darren Henry del Partito conservatore nelle elezioni generali del 2019 e Change UK si è sciolto poco dopo.

## Biografia
Soubry è nata al Lincoln County Hospital di Lincoln, Lincolnshire, dove sua madre Frances Soubry (nata Coward) lavorava. Suo padre era David Soubry,  proprietario di un garage nel Nottinghamshire. È cresciuta a Dunham-on-Trent e Clumber Park nel Nottinghamshire.  Ha frequentato la Henry Hartland Grammar School (poi Hartland Comprehensive) dal 1968 al 1975. Sempre nel 1975 ha aderito al Partito conservatore dopo essere stata coinvolta nella politica studentesca negli anni '70, diventando l'unico membro conservatore del comitato esecutivo dell'Unione nazionale degli studenti. Si è laureata in giurisprudenza presso l'Università di Birmingham nel 1979.
Soubry ha lasciato i conservatori nel 1981, insieme ad altri sette ex leader studenteschi, i quali dissero in una conferenza stampa che il partito rimaneva "fondato sulla classe" e che il Partito socialdemocratico (SDP) era ora la sede naturale dei giovani che "desiderano vedere un paese prosperamente unito".  All'epoca si disse che Soubry aveva aderito all'SDP, insieme agli altri del gruppo, ma nel 2018 lei negò di averlo fatto.

## Attività giornalistica
Soubry è stata giornalista dal 1981 al 1995. Ha riferito e presentato diversi programmi televisivi regionali e in rete, tra cui Central Weekend della Central Television, North Tonight in the North of Scotland della Grampian Television e il programma di notizie regionali delle East Midlands, Central News Est. Ha anche presentato in This Morning della Granada Television alla fine degli anni '80, ed è tornata all'Albert Dock di Liverpool nell'ottobre 2013 per la festa del 25º anniversario di This Morning. Soubry, avvocato, è membro della Criminal Bar Association.

## Attività politica
Era la candidata del Partito conservatore per il collegio elettorale di Gedling nel Nottinghamshire alle elezioni generali del 2005. Durante la campagna elettorale ha affermato di "vergognarsi" di vivere a Nottingham perché aveva una cattiva reputazione in termini di criminalità.  Ha dichiarato che non si vergognava della gente di Nottingham, ma di quello che era successo alla città.
Soubry è stata scelta come "candidata della A-List" e nel 2006 è stata selezionata come candidata conservatrice per il vicino collegio elettorale di Broxtowe. Durante un dibattito nel 2006, ha affermato che occorreva parlare in modo onesto per impedire alle persone di assumere farmaci di classe A e ha sostenuto la legalizzazione della cannabis.

### In Parlamento
Soubry è stata eletta in Parlamento alle elezioni generali del 2010. Era considerata "una delle comunicatrici più formidabili della nuova generazione" da Nicholas Watt del The Guardian, ma non una Thatcheriana. Nel giugno 2010, Soubry è stata eletta membro conservatore del comitato ristretto della giustizia.
Soubry ha sponsorizzato la proposta di legge nel giugno 2010 per garantire l'anonimato a una persona che è stata arrestata ma non accusata.  La seconda lettura ha avuto luogo nel febbraio 2011. Soubry ha ritirato il disegno di legge dopo la sua seconda lettura, quando il ministro della Giustizia Crispin Blunt ha promesso che il procuratore generale avrebbe esaminato quel problema.
Soubry è stata una forte sostenitrice del matrimonio tra persone dello stesso sesso nel 2013 e ha votato a favore in ogni occasione. Nel febbraio 2016 Soubry si è espressa a favore del fracking.
Nel novembre 2016,  è entrata a far parte del Comitato per gli affari scozzesi.  Alle elezioni generali del 2017 Soubry ha mantenuto il suo seggio con una maggioranza ridotta e con un'affluenza record del 75%, nonostante abbia ricevuto la quota percentuale e il numero di voti più alti per un candidato del Partito conservatore a Broxtowe dalle elezioni del 1992.  Nelle elezioni generali del 2019, in rappresentanza di Change UK, Soubry ha ottenuto 4.668 voti (8%) e si è classificata terza, perdendo così il suo seggio a favore del candidato del Partito conservatore, Darren Henry, che ha ottenuto 26.602 voti.

### Unione Europea
Soubry è stata una forte sostenitrice della permanenza della Gran Bretagna nell'Unione Europea e ha sostenuto la campagna "Remain" durante il referendum sull'adesione all'UE del 2016, di cui ha sostenuto il mantenimento.
Nel settembre 2016, Soubry ha criticato i membri di "Vote Leave" quando è diventato chiaro che l'impegno "al centro... del loro messaggio" di £ 350.000.000 a settimana di finanziamenti extra per il servizio sanitario nazionale sarebbe stato eliminato dai piani post-Brexit. A seguito di un rapporto del Tesoro trapelato in cui si affermava che il costo annuale stimato per il Tesoro del Regno Unito di una "hard Brexit" sarebbe compreso tra 38 e 66 miliardi di sterline all'anno dopo 15 anni, Soubry ha fatto riferimento alla perdita di denaro per scuole, ospedali e ha affermato che il Parlamento dovrebbe essere coinvolto nei principi che guidano i negoziati sulla Brexit.

#### Dopo il referendum
Dopo il referendum, in cui Broxtowe aveva il 54,6% di voti a favore dell'uscita, Soubry ha criticato l'ex sindaco di Londra Boris Johnson, che ha guidato la campagna "Leave", accusandolo di sostenere l'uscita della Gran Bretagna dall'UE perché voleva essere Primo Ministro. Apparsa come ospite al Question Time della BBC One nel giugno 2016, Soubry ha avvertito che alcune persone che hanno votato per lasciare l'UE hanno ignorato la tolleranza, descrivendola come "[non] l'ora più bella del nostro Paese". Ha esortato il Regno Unito a riporre "la speranza sull'odio" dopo il risultato.
Nel febbraio 2017, Soubry ha votato per invocare l'articolo 50 del Trattato sull'Unione europea  innescando il processo di ritiro dall'UE, affermando: "Ho detto che onorerò il risultato del referendum, quindi ho votato per attivare l'articolo 50. Quindi, accetto che stiamo lasciando l'Unione Europea, anche se il risultato era vicino. La mia tesi ora è come ottenere l'accordo migliore, e voglio che il parlamento, finalmente, sia coinvolto nell'ottenere l'accordo migliore per il nostro Paese". Nel dibattito parlamentare sul disegno di legge sull'Unione europea (notifica di recesso), Soubry ha detto: "Non ho votato con coscienza e, se sono sincera, non sono sicura di aver votato nell'interesse dei miei elettori... Tuttavia, sono stata fedele alla promessa che avevo fatto ai miei elettori. Avevo promesso loro che se avessero votato per il "Leave", l'avrebbero ottenuto, ed è questo che mi ha spinto a parlare la settimana scorsa con il cuore pesante e contro la mia coscienza".
Rivolgendosi a una protesta contro la Brexit fuori dal Parlamento nel giugno 2016,  ha descritto come sua madre, 84 anni, e le sue figlie, avevano "pianto" la mattina in cui era stato annunciato il risultato. In un discorso emozionante e improvvisato ha dichiarato ai presenti: "Venerdì abbiamo commesso un errore terribile, terribile" e ha esortato coloro che vogliono restare nell'Unione europea a continuare a lottare per questa causa.
Nel dicembre 2017, Soubry è stata una degli 11 ribelli conservatori che hanno votato a favore della garanzia del voto del Parlamento sull'accordo finale sulla Brexit, nonostante la riluttanza del governo, con un numero sufficiente di conservatori che si ribellavano dal forzare la misura.
Nel gennaio 2018, Soubry ha affermato che il governo non dovrebbe lasciare che i 35 parlamentari che ha descritto come "hard Brexiteers" dettino i termini della Brexit.  Il 15 aprile 2018, Soubry ha partecipato all'evento di lancio del People's Vote, un gruppo che chiede un voto pubblico sull'accordo finale sulla Brexit tra il Regno Unito e l'Unione europea. Nello stesso anno, Soubry dichiarò che ci dovrebbe essere un governo nazionale per risolvere la questione della Brexit e continuò sostenendo che i membri del Gruppo di ricerca europeo dovrebbe essere espulso dal partito conservatore. Nel dicembre 2018, ha dichiarato che si sarebbe dimessa dai conservatori e avrebbe votato per non avere fiducia nel suo governo se il "no deal" fosse diventato la politica del governo. 
Nel dicembre 2018, Soubry è stata molestata da un gruppo di manifestanti a Westminster che lei ha descritto come "di estrema destra". La chiamavano "dalla parte di Adolf Hitler" e la chiamavano traditrice per la sua posizione anti-Brexit. Ciò è stato accolto con condanna da parlamentari di tutti i lati dello spettro politico e dal presidente della Camera dei Comuni, John Bercow. 
All'inizio del 2019, Soubry ha co-fondato il gruppo Right to Vote.

## Vita privata
Soubry è stata sposata due volte, la prima con Haig Gordon (divozriato nel 1987), la seconda con Richard Holloway (divorziato nel 1994). È madre di due figlie avute dal matrimonio con Haig Gordon.  Ha una relazione con Neil Davidson, direttore non esecutivo del supermercato Morrisons.